# She (Huangshan)

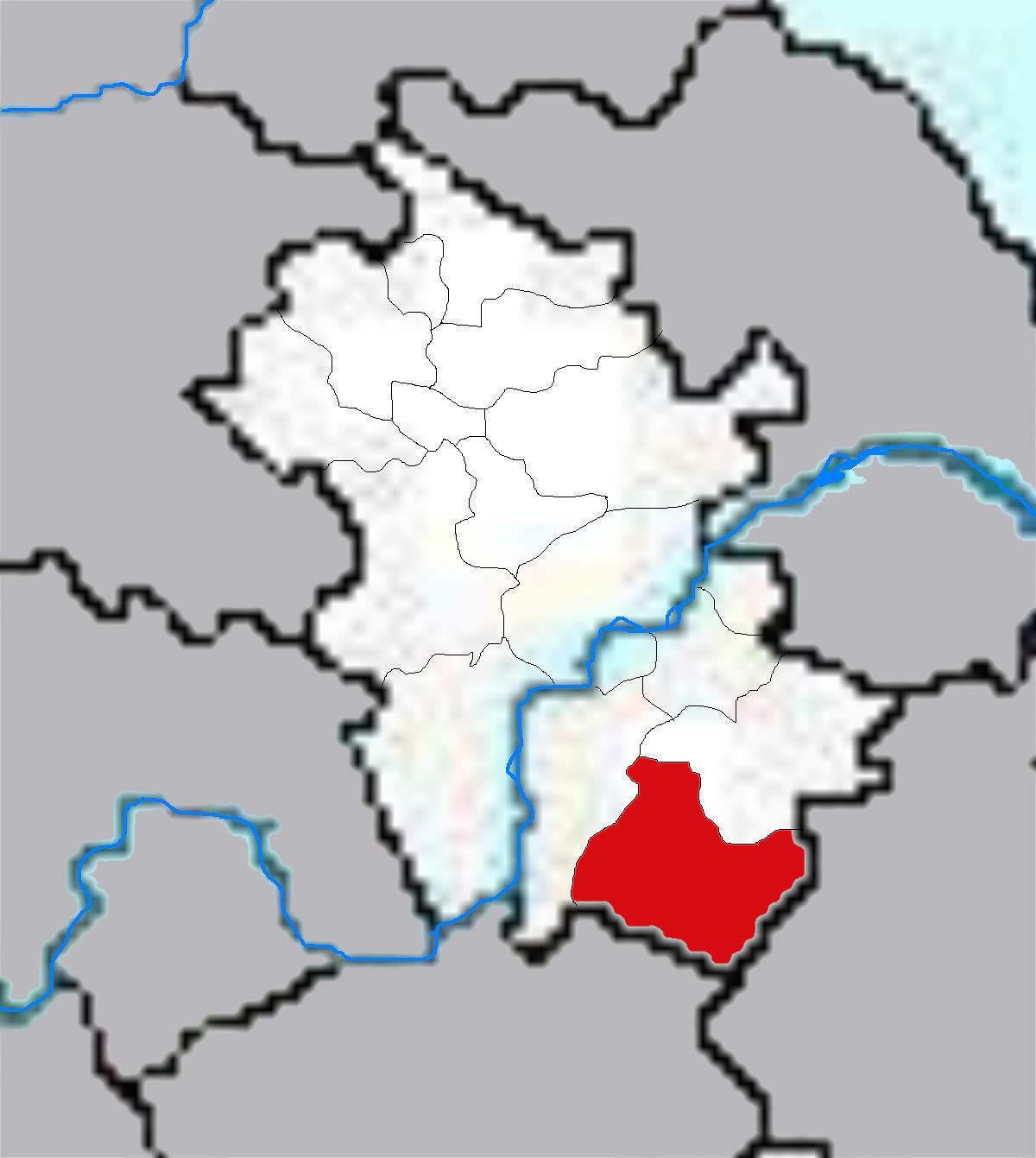
Lage Huangshans in Anhui

She (chinesisch 歙县, Pinyin Shè Xiàn) ist ein Kreis der bezirksfreien Stadt Huangshan in der Provinz Anhui im Süden der Volksrepublik China. Er hat eine Fläche von 2.118 km² und zählt 418.000 Einwohner (Stand: Ende 2018).
Der im Kreisgebiet gelegene Xu Guo-Gedächtnisbogen (许国石坊, Xǔ guó shífāng), die Ehrenbögen in Tangyue (棠樾石牌坊群, Tángyuè shípái fangqún), der Yuliang-Damm (渔梁坝, Yúliáng bà), die Alte Architektur des Dorfes Xucun (许村古建筑群, Xǔcūn gǔ jiànzhùqún), der Ahnentempel der Familie Zheng (郑氏宗祠, Zhèng shì zōngcí) und die Zhushan-Akademie (竹山书院, Zhúshān shūyuàn) stehen auf der Liste der Denkmäler der Volksrepublik China.

## Administrative Gliederung
Auf Gemeindeebene setzt sich She aus 13 Großgemeinden und 15 Gemeinden zusammen. Diese sind:
- Großgemeinde Huicheng (徽城镇), Hauptort, Sitz der Kreisregierung;
- Großgemeinde Shendu (深渡镇);
- Großgemeinde Bei’an (北岸镇);
- Großgemeinde Fu’e (富堨镇);
- Großgemeinde Zhengcun (郑村镇);
- Großgemeinde Guilin (桂林镇);
- Großgemeinde Xucun (许村镇);
- Großgemeinde Xitou (溪头镇);
- Großgemeinde Qizili (杞梓里镇);
- Großgemeinde Xiakeng (霞坑镇);
- Großgemeinde Chakou (岔口镇);
- Großgemeinde Jiekou (街口镇);
- Großgemeinde Wangcun (王村镇);
- Gemeinde Kengkou (坑口乡);
- Gemeinde Xiongcun (雄村乡);
- Gemeinde Shangfeng (上丰乡);
- Gemeinde Changxi (昌溪乡);
- Gemeinde Wuyang (武阳乡);
- Gemeinde Sanyang (三阳乡);
- Gemeinde Jinchuan (金川乡);
- Gemeinde Xiaochuan (小川乡);
- Gemeinde Xinxikou (新溪口乡);
- Gemeinde Huangtian (璜田乡);
- Gemeinde Changgai (长陔乡);
- Gemeinde Sencun (森村乡);
- Gemeinde Shaolian (绍濂乡);
- Gemeinde Shimen (石门乡);
- Gemeinde Shishi (狮石乡).